# Kroeyerina cortezensis
Espèce
Kroeyerina cortezensis est une espèce de crustacés copépodes de la famille des Kroyeriidae.

## Systématique
L'espèce Kroeyerina cortezensis a été décrite en 1987 par le zoologiste Gregory B. Deets (d).

## Publication originale
- (fr + en) Gregory B. Deets, « Phylogenetic analysis and revision of Kroeyerina Wilson, 1932 (Siphonostomatoida: Kroyeriidae), copepods parasitic on chondrichthyans, with descriptions of four new species and the erection of a new genus, Prokroyeria », Revue canadienne de zoologie, Éditions Sciences Canada, vol. 65, no 9,‎ septembre 1987, p. 2121-2148 (ISSN 0008-4301 et 1480-3283, OCLC 39737158, DOI 10.1139/Z87-327).